# 무풍중학교
무풍중학교(茂豊中學校)는 대한민국 전북특별자치도 무주군 무풍면 현내리에 있는 공립 중학교이다.

## 학교 연혁
- 1949년 4월 20일 : 무풍 고등 공민학교 설립
- 1952년 1월 18일 : 무풍 중학교 3학급 설립 인가
- 1978년 9월 5일 : 신축교사 12교실 준공
- 1999년 9월 1일 : 중·고 통합(개교기념일 05.02.로 정함)
- 2023년 9월 1일 : 제26대 이경규 교장 부임
- 2024년 2월 8일 : 제72회 졸업(총 4,612명)
- 2024년 3월 4일 : 1학급 4명 입학(총 3학급)

## 참고 자료
- 무풍중학교 - 한국교육학술정보원 학교알리미